# Municipio de Osage (condado de Newton)
El municipio de Osage (en inglés: Osage Township) es un municipio ubicado en el condado de Newton en el estado estadounidense de Arkansas. En el año 2010 tenía una población de 238 habitantes y una densidad poblacional de 2,94 personas por km².

## Geografía
El municipio de Osage se encuentra ubicado en las coordenadas 36°5′14″N 93°25′4″O / 36.08722, -93.41778. Según la Oficina del Censo de los Estados Unidos, el municipio tiene una superficie total de 81.03 km², de la cual 80,86 km² corresponden a tierra firme y (0,2 %) 0,17 km² es agua.

## Demografía
Según el censo de 2010, había 238 personas residiendo en el municipio de Osage. La densidad de población era de 2,94 hab./km². De los 238 habitantes, el municipio de Osage estaba compuesto por el 94,54 % blancos, el 0,42 % eran afroamericanos, el 0,84 % eran amerindios, el 0,84 % eran asiáticos, el 0,42 % eran de otras razas y el 2,94 % eran de una mezcla de razas. Del total de la población el 7,14 % eran hispanos o latinos de cualquier raza.